# Guillaume de Corbeil
Vous lisez un « bon article » labellisé en 2010.
Pour les articles homonymes, voir Corbeil.
Guillaume de Corbeil (vers. 1070 – 21 novembre 1136), fut archevêque de Cantorbéry à partir de 1123.
Après avoir été clerc pour Ranulf Flambard, l'évêque de Durham, puis avoir étudié la théologie sous la direction d'Anselme de Laon, il devient chanoine. Rapidement, il aspire à une vie religieuse plus rigoureuse et devient prieur augustin de St Osyth (en). Il est élu de manière inattendue archevêque de Cantorbéry en 1123. Il succède à Ralph d'Escures et devient le premier archevêque de Cantorbéry post-conquête normande à n'avoir jamais été moine.
Alors qu'il est archevêque, Guillaume se trouve impliqué dans une dispute avec Thurstan, l'archevêque d'York, quant à la primauté de Cantorbéry. Le pape décide, comme solution temporaire, de nommer Guillaume légat du pape en Angleterre, ce qui lui octroie des pouvoirs supérieurs à ceux d'York. Guillaume porte une grande attention à la morale du clergé, et préside trois conciles légatins qui, entre autres, condamnent la recherche du profit ou du sacerdoce et réprimandent fortement les membres du clergé qui s'écartent de la vie en célibat. Il est également connu comme un bâtisseur : il est notamment à l'origine de la construction du donjon du château de Rochester. Vers la fin de sa vie, Guillaume est instrumentalisé pour consacrer Étienne de Blois roi d'Angleterre, malgré le serment qu'il avait fait à d'Henri Ier, de couronner sa fille, Mathilde l'Emperesse. Bien que plusieurs chroniqueurs le considèrent comme un traître lors de la montée d'Étienne sur le trône, aucun ne doute de sa piété.

## Biographie

### Début de carrière
Guillaume de Corbeil est probablement né à Corbeil, vers 1070. On ne sait rien de ses origines, mais on sait qu'il avait deux frères Ranulf et Helgot qui apparaissent comme témoins dans une charte.
Il est mentionné pour la première fois en 1104, alors qu'il est aux côtés de Ranulf Flambard, l'évêque de Durham, et ancien ministre du roi d'Angleterre Guillaume le Roux, lors de la translation du corps intact de saint Cuthbert vers une nouvelle tombe, dans la nouvelle cathédrale de Durham. Il est possible que l'évêque se soit attaché ses services lors de son exil forcé en Normandie en 1101, et qu'il l'ait ramené avec lui en Angleterre. Il est à son service en tant que clerc, et semble être le tuteur de ses enfants illégitimes, probablement entre 1107 à 1109. Flambard lui offre une place de chanoine séculier à la chapelle royale libre Saint-Martin de Douvres, avec une prébende qui vaut £70 annuellement.
Entre 1107 et 1112, il vient à Laon et suit des cours de théologie donnés par Anselme de Laon,. Le chroniqueur contemporain Siméon de Durham écrit à cette époque que Guillaume est un ami très proche de l'archevêque Anselme de Cantorbéry,. Il semble que c'est après sa visite à Laon qu'il quitte Durham. D'après la chronique de Laon, alors qu'il est alité et malade à Douvres, Guillaume de Corbeil fait un rêve dans lequel il est sauvé par la Vierge Marie et des archanges. C'est le déclencheur qui lui fait prendre conscience qu'il aspire à quitter le monde séculier.
Vers 1116, il est clerc pour Ralph d'Escures, archevêque de Cantorbéry, avec lequel il se rend à Rome en 1116-1117 quand Ralph entre en conflit avec Thurstan, l'archevêque d'York, quant à la primauté de Cantorbéry,.
En 1118, Guillaume devient un chanoine régulier au prieuré de la Sainte-Trinité d'Aldgate, un établissement de chanoines plus que de moines. En 1121, aspirant à une vie religieuse plus rigoureuse, il devient le premier prieur du nouveau prieuré augustin de St Osyth (en) (Essex),, nommé par Richard de Beaumais (en), évêque de Londres, son fondateur.

### Élection à l'archevêché

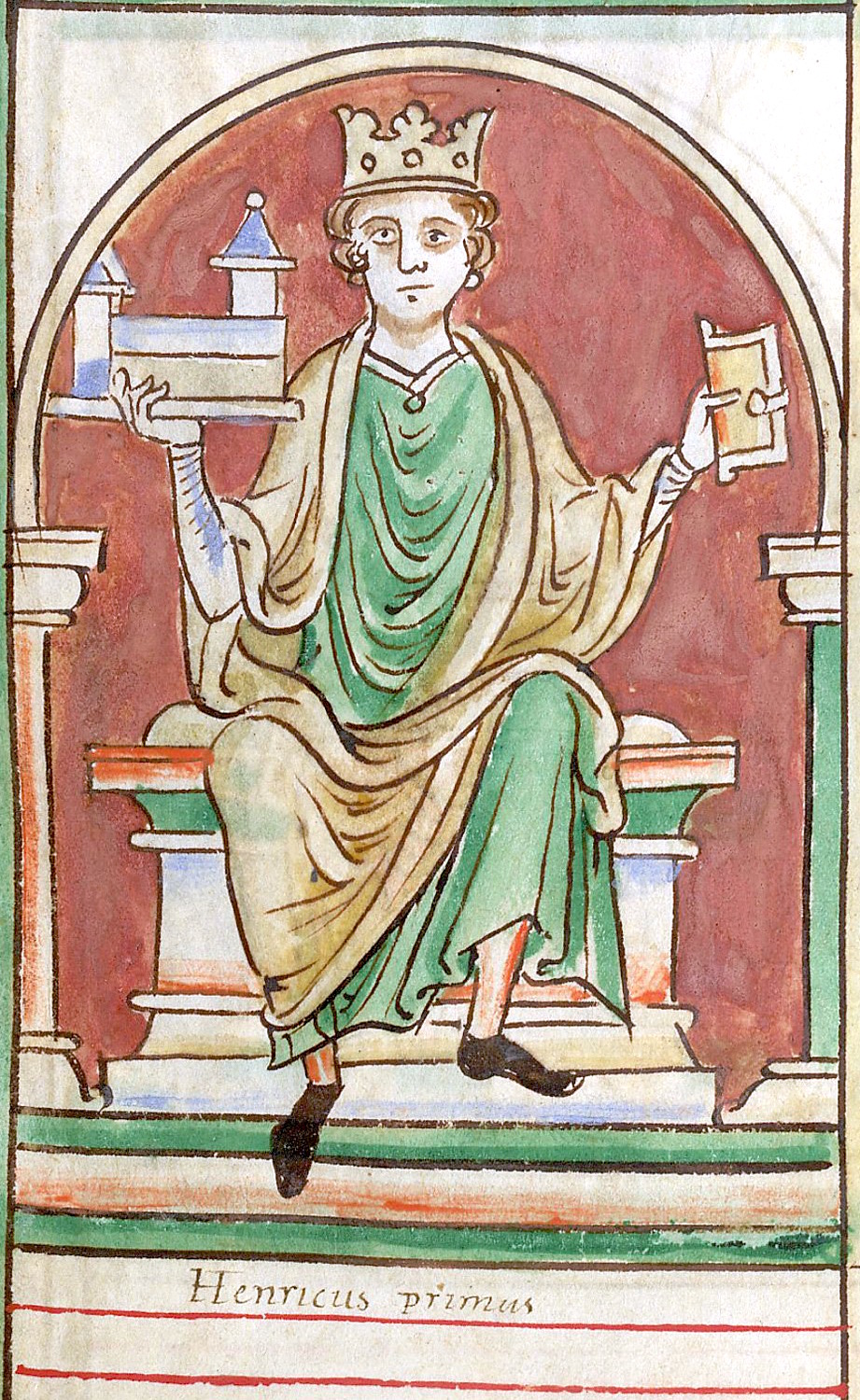
Henri Ier sur un manuscrit de Matthieu Paris du XIII.

Après la mort de Ralph d'Escure en octobre 1122, le roi Henri Ier décide de convoquer un concile à Gloucester en février 1123 et d'autoriser la tenue d'une élection libre, au cours de laquelle le nouvel archevêque serait choisi par les grandes personnalités, ecclésiastiques et laïques, du royaume.
Il se dégage deux grands partis durant cette élection. Tout d'abord, les moines du chapitre cathédrale de Cantorbéry revendiquent leur droit à choisir qui sera le nouvel archevêque, et veulent élire un moine ; s'oppose à eux un parti puissant constitué par les évêques dépendants de la province ecclésiastique de Cantorbéry, Roger de Salisbury en tête. Ils sont fermement contre ces deux propositions, et veulent élire un clerc (un membre non-ecclésiastique du clergé). Ils revendiquent avoir leur mot à dire dans cette élection. Le débat dure deux jours, les barons du royaume soutenant la position des moines, et le roi celle des évêques.
Finalement, un compromis est trouvé et le roi décide que les moines doivent faire leur choix parmi quatre candidats sélectionnés par les évêques. Sans grande surprise, la liste ne comporte aucun moine. Le 4 février, Guillaume de Corbeil est choisi, probablement parce que bien que non moine, au moins, il vit sous une règle (celle des Augustins). De plus, d'après Siméon de Durham, les moines le connaissent bien, car il était un ami de l'archevêque de Cantorbéry, et savent qu'il est bon et bien éduqué.
Guillaume est le premier chanoine augustin à devenir archevêque en Angleterre, une rupture dans la tradition qui consistait à élire des moines à la tête de l'archevêché de Cantorbéry. Bien que la plupart des contemporains de Guillaume ne fissent pas réellement la différence entre un moine et un chanoine, son élection a longtemps gêné les moines du chapitre de Cantorbéry, qui furent « alarmés par cette nomination, car il était un clerc ».

### Conflit pour la primauté
Guillaume, comme tous les autres archevêques de Cantorbéry depuis Lanfranc, soutient fermement l'idée selon laquelle Cantorbéry doit dominer l'ensemble des diocèses de Grande-Bretagne, y compris l'archevêché d'York. De son côté, Thurstan réclame son indépendance, et refuse de consacrer Guillaume car celui-ci lui demande de reconnaître au préalable la primauté de Cantorbéry sur York. La cérémonie est donc tenue par ses propres moines suffragants, et Guillaume est consacré évêque par son propre vicaire, Richard de Beaumais (en), l'évêque de Londres, le 18 février 1123,. Pour Frank Barlow, il est consacré par Guillaume Giffard, l'évêque de Winchester.
Dans ce conflit, les papes précédents se sont généralement arrangés pour mettre les deux archevêchés à égalité. Ainsi, les papes Pascal II, Gélase II et Calixte II ont pris des décisions, à la fin des années 1110 et au début des années 1120, allant dans le sens d'York. Calixte II a par ailleurs consacré Thurstan malgré les efforts du prédécesseur de Guillaume et du roi Henri Ier d'Angleterre pour empêcher sa consécration, car celui-ci ne voulait pas faire obédience à Cantorbéry.
Les deux archevêques se rendent à Rome à la mi-mars 1123 pour rencontrer le pape Calixte II. Guillaume y va pour recevoir son pallium, symbole de son autorité en tant qu'archevêque. Thurstan l'a devancé, et requiert l'annulation de son élection pour plusieurs irrégularités,. Il fait quatre objections à l'élection de Guillaume. Tout d'abord, il a été élu au sein de la cour du roi ; ensuite cette élection s'est faite à l'encontre de la volonté du chapitre de Cantorbéry ; troisièmement, sa consécration n'a aucune valeur car elle n'a pas été réalisée par Thurstan ; et enfin c'est un moine qui devrait être élu au siège de Cantorbéry, qui a été fondée par Augustin de Cantorbéry, un moine.
Mais, le roi Henri Ier et son gendre l'empereur du Saint-Empire romain germanique Henri IV, persuadent le pape de ne pas tenir compte de ces irrégularités. Le pape, souhaitant rester en bons termes avec eux, surtout après la signature du récent concordat de Worms (1122), confirme l'élection. La délégation de Cantorbéry tente alors de forcer le pape à prendre une décision sur la question de la primauté. Elle produit un dossier contenant plusieurs décisions papales antérieures censées appuyer ses revendications. Mais elle est éconduite avec moquerie de la cour papale, tous ces documents étant jugés être des faux fabriqués en Angleterre,. Le pape fait comme ses prédécesseurs et décide de ne pas trancher en faveur de l'un ou de l'autre camp.
En 1125, Honorius II dépêche le cardinal Jean de Crema en Angleterre pour régler définitivement ce problème de primauté. Crema ordonne aux deux parties d'accepter le compromis qu'il a rédigé. Ainsi, Cantorbéry doit céder à York les évêchés de Bangor, Chester et Saint-Asaph ; Thurstan doit accepter verbalement la soumission d'York à Cantorbéry ; et son successeur devra la faire par écrit. Cependant, quand tous se produisent à Rome devant le pape, celui-ci refuse cet accord, probablement afin de préserver sa propre autorité dans la région. Il impose sa propre solution qui consiste à nommer Guillaume légat du pape autorité sur toute la Grande-Bretagne. Cette délégation est révocable à tout moment et seulement valable du vivant du pape.
C'est un accord qui satisfait les deux parties, car il ne les empêche pas de continuer leurs revendications. À la Noël 1126, à la cour royale de Windsor, Thurstan tente sans succès d'obtenir le droit de couronner le roi comme l'a fait avant lui son homologue de Cantorbéry. En raison de son conflit latent avec Thurstan, Guillaume se rend plus souvent à Rome que n'importe quel évêque avant lui, à l'exception de Wilfrid au VIIe siècle.

### Un réformateur

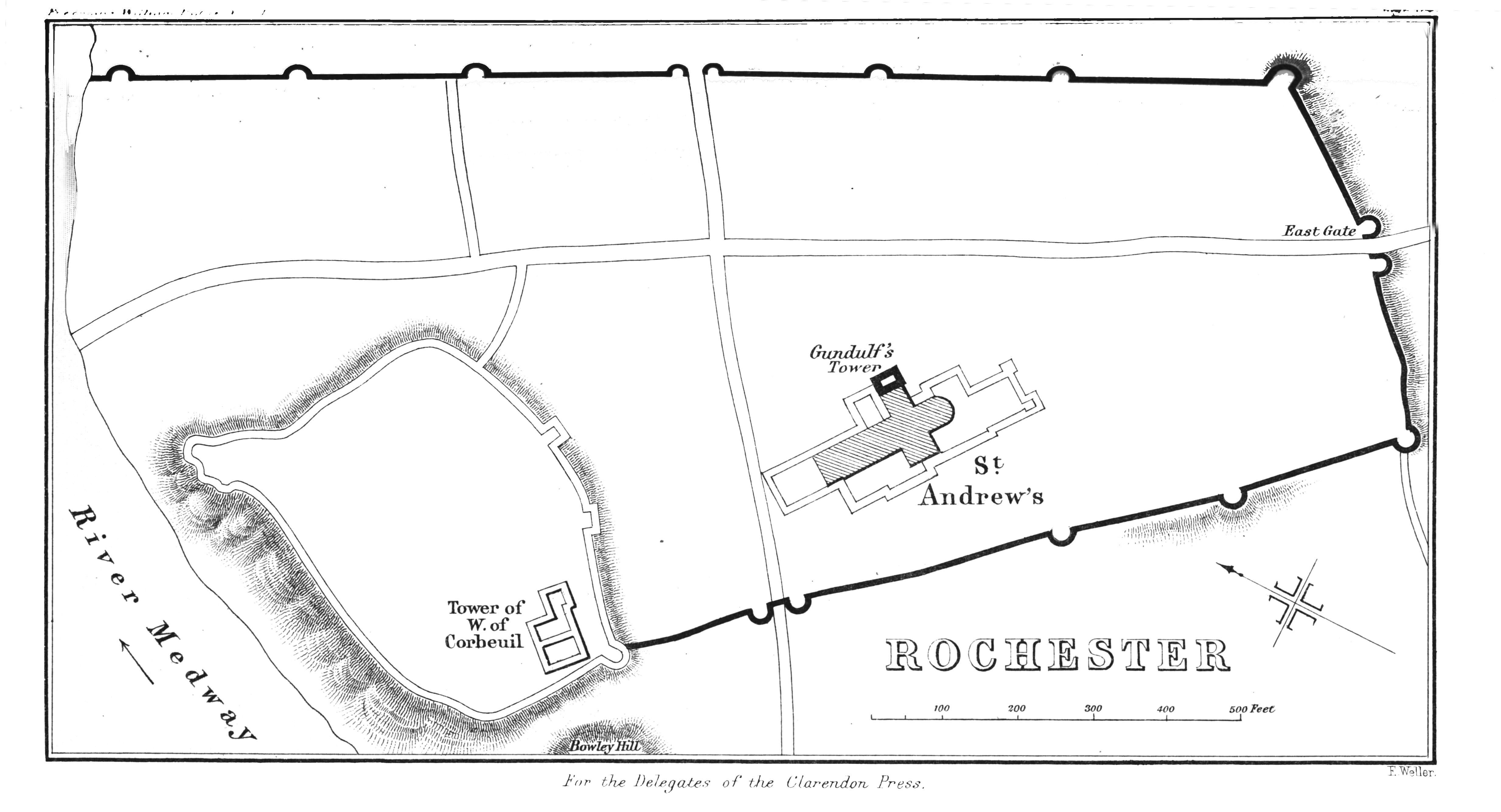
Carte de la Rochester médiévale montrant la tour bâtie par Guillaume

Guillaume retourne en Angleterre et prend ses fonctions à Cantorbéry le 22 juillet 1123. Il démontre qu'il est un réformateur vigoureux et enthousiaste,. Le concile de 1125, qui est convoqué par le cardinal Jean de Crema, légat du pape, diffuse les décrets du Premier concile du Latran qui s'est tenu en 1123, et auquel ni Guillaume ni Thurstan n'ont participé. De nouvelles règles canoniques ont été établies autres, notamment la condamnation des revendications d'héritage pour les bénéfices ecclésiastiques ou les prébendes ; et l'interdiction de la présence de femmes dans l'entourage des gens du clergé, sauf les parentes autorisées.
Il convoque deux autres conciles légatins en 1127 et 1129. Il promulgue des décrets établissant de nouvelles règles canoniques. Ils étendent notamment la définition de la simonie ; limitent la quantité d'impôts qu'est autorisé à collecter le clergé ; mettent en avant les sacrements ; interdisent l'héritage des bénéfices ecclésiastiques. En 1127, le concile condamne la recherche de profit, du sacerdoce ou d'une place dans les maisons monastiques. La fête de l'Immaculée-Conception est également autorisée lors d'un de ces conciles.
Son décret le plus impopulaire est celui de 1127 qui touche aux femmes et concubines des membres du clergé. Il établit que tous les membres du clergé qui refuseront de se séparer de leur épouse ou concubine seront privés de leurs bénéfices ; qu'à part les épouses légitimes, ces femmes devront être expulsées de leur paroisse ; que si elles refusent, elles seront jugées par les évêques, et qu'en dernier ressort, elles pourront être condamnées à l'esclavage. Cette dernière mesure est reçue avec hostilité par le clergé anglais. Qui plus est, elle interfère avec les droits de la Couronne sur ses sujets. Néanmoins, Henri Ier l'approuve en 1129, et Guillaume en concède son application au monarque. Bien évidemment, son acceptation par le roi n'est qu'une manœuvre, et bientôt les juges royaux détournent son application, se contentant de faire payer des amendes aux contrevenants. Le chroniqueur Henri de Huntingdon reproche à l'archevêque sa crédulité.

### Activités à la tête de l'archevêché
Comme il l'a été au cours des conciles, Guillaume est très actif dans son diocèse, et s'intéresse notamment à la réforme de l'Église. Il entre en conflit avec Alexandre de Lincoln à propos d'une église située dans le diocèse de ce dernier, et la dispute doit être réglée devant le roi. Cet épisode contribue probablement à la condamnation sans appel écrite par Henri d'Huntington : « personne ne peut chanter ses louanges car il n'y a rien à chanter ». Guillaume semble avoir été parfois « oublié » dans l'administration ecclésiastique par Roger de Salisbury, évêque de Salisbury, et premier conseiller du roi Henri. Guillaume réforme tout de même le couvent de Minster-in-Sheppey, et installe un collège de chanoines réguliers à l'église de Saint-Grégoire, à Cantorbéry. En 1128, il obtient difficilement la promesse d'obédience du nouvel abbé de Saint-Augustin de Cantorbéry. Il perd sa fonction de légat à la mort d'Honorius en février 1130, mais il est renouvelé à ce poste par son successeur Innocent II en 1132.
À la fin de sa vie, Guillaume tente de réformer l'église de Saint-Martin de Douvres dans laquelle il avait été chanoine. Elle lui a été offerte par le roi, ainsi qu'à l'archevêché, en 1130. Il fait construire une nouvelle église Saint-Martin à l'extérieur de Douvres. Alors sur son lit de mort, il envoie deux évêques et d'autres membres du clergé pour conduire des chanoines réguliers du prieuré de Merton dans cette nouvelle église. Mais ils sont empêchés d'y entrer par le sous-prieur du chapitre cathédrale de Cantorbéry. Celui-ci affirme que Saint-Martin appartient aux moines du chapitre de Cantorbéry et non à l'archevêque. Les chanoines de Merton ne s'opposent pas aux revendications faites par les moines à Rome, et après la mort de Guillaume le chapitre de la cathédrale envoie 12 moines s'installer à Saint-Martin. La plupart de ses réformes sont finalement ignorées, car elles vont à l'encontre de la tradition et des intérêts particuliers.
Guillaume de Corbeil fut aussi un bâtisseur. On lui doit la construction du donjon du château de Rochester, le plus haut donjon construit par les Normands en Angleterre avec ses 34,5 m. Construit pour le roi Henri Ier, il est toujours intact, bien qu'il n'ait plus de plancher ni de toit. Il a été bâti avec les pierres du mur de fortifications qu'avait élevé Gundulf de Rochester au XIe siècle. Ce donjon a un rôle de défense, mais offre également un cadre de vie de qualité, et devait vraisemblablement être utilisé par les archevêques lors de leurs visites à Rochester. En 1127, la jouissance du château de Rochester est offerte par Henri à Guillaume et ses successeurs, leur offrant par cela la possibilité de fortifier la place comme bon ils l'entendent, et le droit de tenir une garnison dans le château avec leurs propres hommes. Guillaume fait également terminer la construction de la cathédrale de Cantorbéry, dédicadée le 4 mai 1130, et celle de Rochester, dédicacée le jour suivant.

### Fin de vie
En 1127, Henri Ier, n'ayant plus d'héritier légitime mâle, demande à tous ses barons et ses évêques anglais de lui prêter serment de reconnaître sa fille comme son héritière et successeur. Il exige d'autres serments d'allégeance à Mathilde (et elle seule) en 1131 puis en 1133. Guillaume de Corbeil, comme les autres ecclésiastiques du royaume a fait ces serments.
Pourtant, après la mort d'Henri Ier, le 1er décembre 1135, probablement sous la pression de Henri de Blois, l'évêque de Winchester et de Roger, l'évêque de Salisbury, il accepte de couronner à sa place Étienne de Blois, le 22 décembre 1135,. La Gesta Stephani (en), une chronique du règne d'Étienne qui lui est favorable, donne plusieurs explications. Les partisans d'Étienne auraient présenté à l'archevêque plusieurs justifications : le serment n'est pas valable car imposé ; sur son lit de mort, le roi a changé d'avis et libéré tous ses sujets de leur serment. De plus, le sénéchal royal Hugues Bigot, lui fait le serment qu'il était présent près du lit de mort du roi et que celui-ci roi a délivré tout le monde des serments qu'il avait pu lui être faits et qu'il a désigné Étienne comme son successeur,.
Toutefois, il arrive à obtenir deux concessions d'Étienne préalablement à son couronnement. Tout d'abord, la charte de couronnement confirme les droits des barons et autres vassaux du royaume. Ensuite, la charte d'Oxford de 1136, une version améliorée de la Charte des libertés d'Henri Ier (1100), qui fait des concessions de libertés au clergé, notamment en matière d'élections.
Guillaume ne survit pas très longtemps à Henri Ier. Il meurt probablement à Cantorbéry le 21 novembre 1136. Il est enterré dans le transept nord de sa cathédrale. La réputation de Guillaume souffre beaucoup après l'accession au trône du fils de Mathilde, Henri II d'Angleterre. Pour Guillaume de Malmesbury, Guillaume est un homme courtois et sobre, loin du style flamboyant des évêques plus modernes. Pour l'historien Frank Barlow, il a une conduite admirable durant toute sa carrière, et ses accomplissements sont loin d'être négligeables. L'auteur inconnu de la Gesta Stephani déclare que Guillaume était avare. Aucun des chroniqueurs contemporain de Guillaume ne doute de sa piété, même s'il est traité de traître et de parjure pour avoir couronné Étienne.